# Leucochrysa (Nodita) mexicana
Leucochrysa (Nodita) mexicana is een insect uit de familie van de gaasvliegen (Chrysopidae), die tot de orde netvleugeligen (Neuroptera) behoort. 
Leucochrysa (Nodita) mexicana is voor het eerst wetenschappelijk beschreven door Banks in 1900.